# Heterorachis fuscoterminata
Heterorachis fuscoterminata là một loài bướm đêm trong họ Geometridae.